# Маяк мису Гаттерас

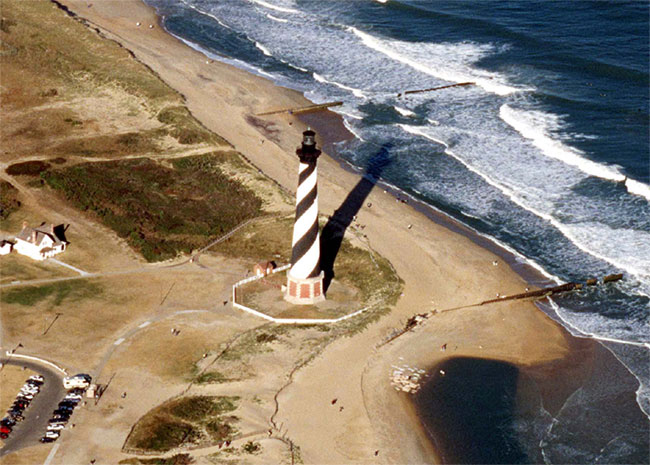
Маяк до переміщення

Маяк мису Гаттерас (англ. Cape Hatteras Light) — маяк на Зовнішніх мілинах в Північній Кароліні, стоїть на мисі Гаттерас поблизу Бакстона. Є найвищим маяком США і найбільшим цегляним маяком світу.

## Історія
Район Атлантичного океану навпроти мису Гаттерас відрізняється винятково складними умовами для навігації через мілини, мінливі течії і штормові вітри. Тут стикаються холодна Лабрадорська течія і Гольфстрим. Цей район іменують «цвинтар Атлантики» через тисячі затонулих в цих місцях суден.
Перший маяк на мисі будувався в 1797—1803 роках. Під час Громадянської війни він був пошкоджений. У 1870 році поруч було зведено новий цегляний маяк, який в той час був найвищим у світі.

## Переміщення

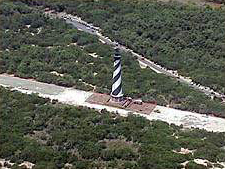
Переміщення маяка

Через постійну ерозію берега до кінця XX століття маяк опинився в небезпечній близькості до океану. До 1987 року будівля виявилася всього в 35 м від берега і вважалося, що маяк не простоїть понад 10 років. У 1999—2000 вся конструкція була перевезена на 870 м углиб острова. Для цього маяк був піднятий на 6 футів над землею і поставлений на металеву платформу, яку пересували по спеціальних рейках за допомогою гідравлічного устаткування на 5 футів за крок.